# Zentraler Platz

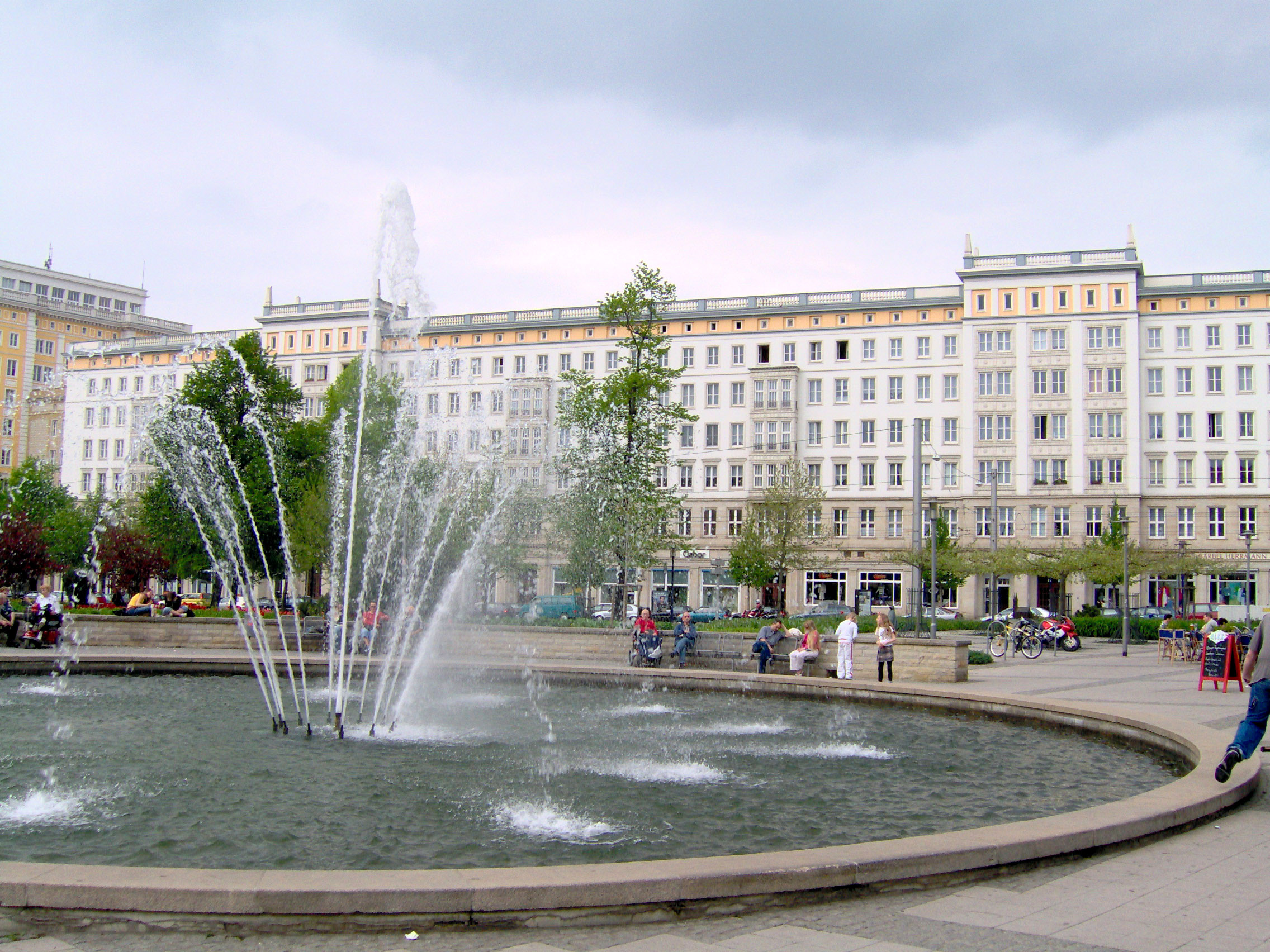
Zentraler Platz, Blick vom Platz auf den nördlichen Block, 2005

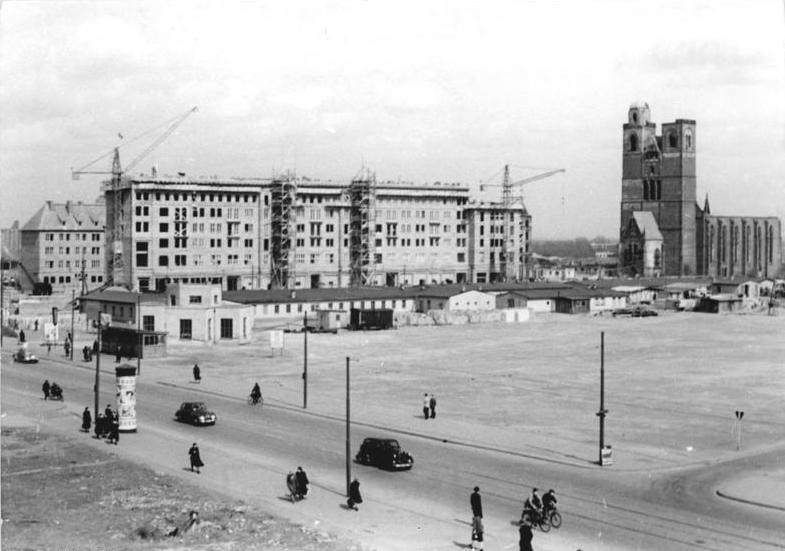
Bauarbeiten am östlichen Block der Nordseite im Jahr 1954

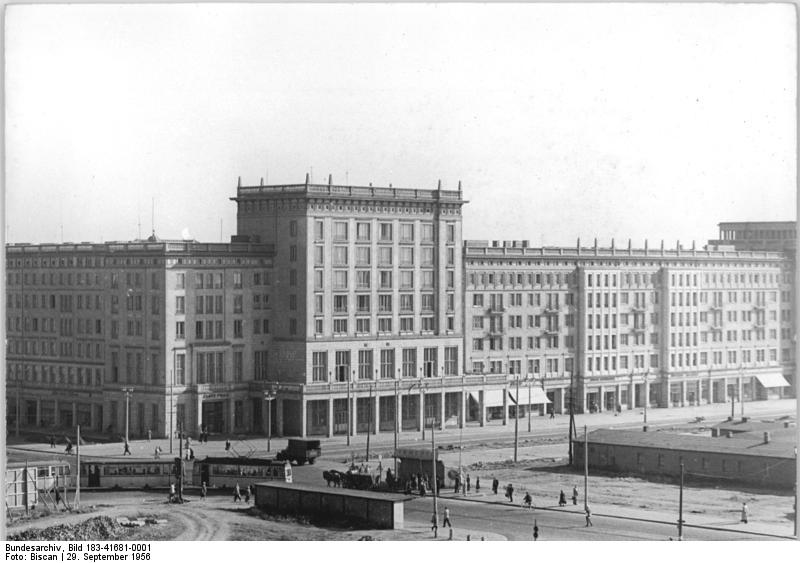
1956

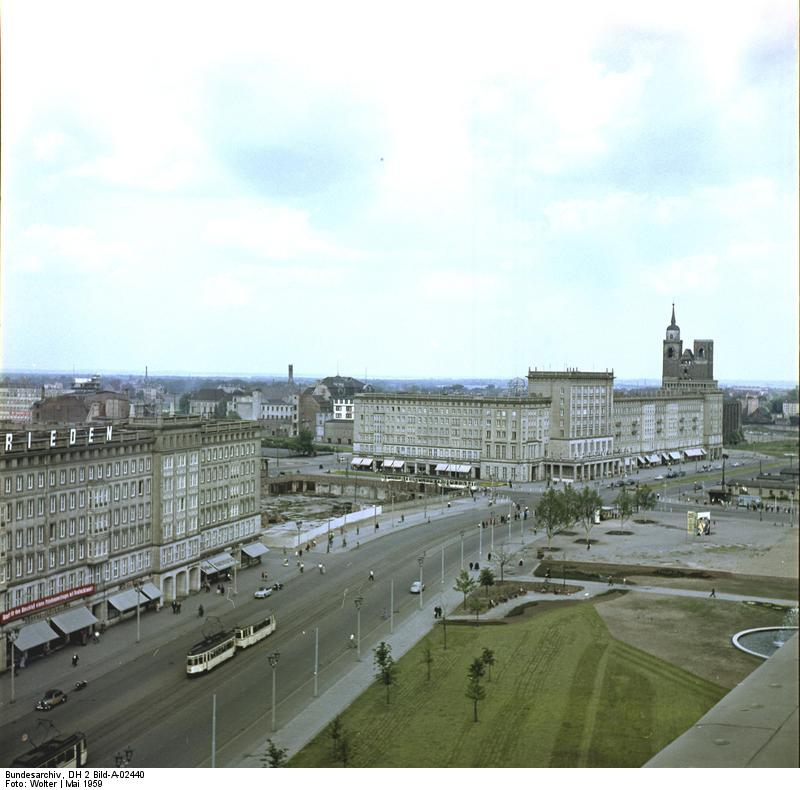
Zentraler Platz, 1959

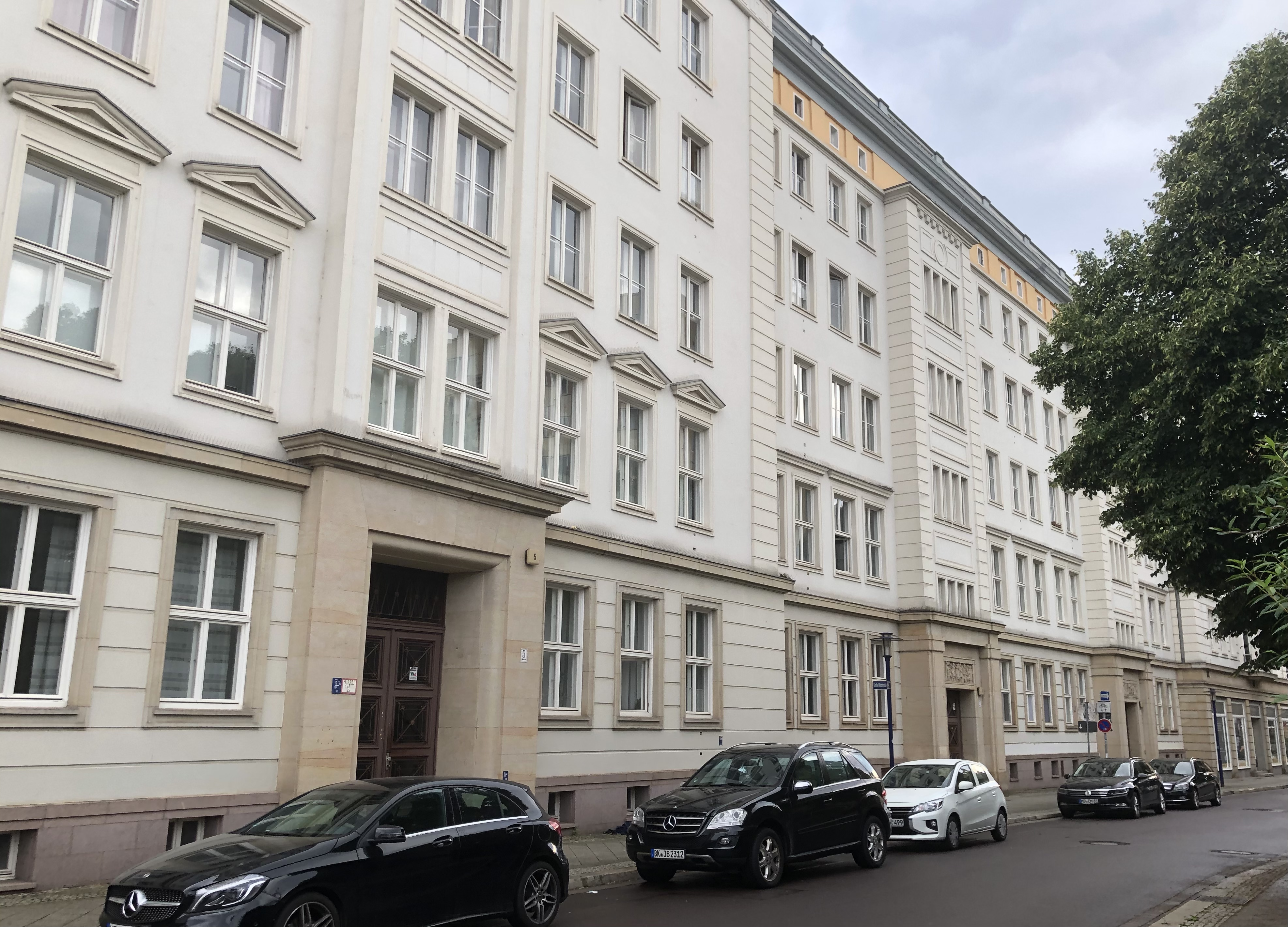
Nördliche Fassade zur Großen Münzstraße, 2021

Der Zentrale Platz, auch als Zentraler Platz / Ulrichplatz bezeichnet, ist ein als Denkmalbereich ausgewiesener Gebäudekomplex in Magdeburg in Sachsen-Anhalt.

## Lage
Der Denkmalbereich befindet sich im Zentrum der Magdeburger Altstadt nördlich und südlich der Ernst-Reuter-Allee. Westlich wird er von der Otto-von-Guericke-Straße, östlich von der Hartstraße begrenzt. Im Einzelnen werden die Gebäude Alter Markt 1, 1a, Breiter Weg 20, 21, 22, Ernst-Reuter-Allee 6, 8, 10, 12, 16, 18, 20, 22, 24, 26, 28, 30, 32, Große Münzstraße 1, 3, 5, 7, 9, Hartstraße 1, Kleine Münzstraße 1, 2, Krügerbrücke 2, 4, 6, Otto-von-Guericke-Straße 10, 104, 105, 106, Schweriner Straße 6, 7, 8, und Ulrichplatz 7, 8, 9, 9a, 10 zum Denkmalbereich gezählt. Unmittelbar nordöstlich grenzt die zeitgleich entstandene ebenfalls denkmalgeschützte Häusergruppe Alter Markt 2–5, Hartstraße 2, 3 an. Die Bebauung auf der südöstlichen Seite des Platzes bildet den Häuserkomplex Breiter Weg 174, Goldschmiedebrücke 7, 9, 11, 13, 15, 17, 19, Krügerbrücke 1, Ulrichplatz 3–6.

## Architektur und Geschichte

### Vorgängerbebauung
Das Gelände bildete über Jahrhunderte einen wesentlichen zentralen Teil der Stadt Magdeburg und war dicht bebaut. Besonders markant war die Sankt-Ulrich-Kirche. Im Zweiten Weltkrieg wurde das Gebiet wie große Teile der Altstadt stark zerstört, insbesondere beim Luftangriff auf Magdeburg am 16. Januar 1945.
In der Zeit der DDR erfolgte dann ein Wiederaufbau der Innenstadt, der sich weitgehend nicht an die historisch gewachsene Stadtstruktur hielt. Diverse der historischen Altstadtstraßen wurden im Zuge der Anlage des Zentralen Platzes überbaut oder aufgegeben, so die Berliner Straße, die Dreienbrezelstraße, die Fettehennenstraße, die Judengasse, die Königshofstraße, der südliche Teil der Kutscherstraße, die Lödischehofstraße, die Schöneeckstraße, die Schuhbrücke, die Schuhgasse, der Schwibbogen, die Tischlerbrücke und die Alte und die Neue Ulrichstraße und die Straße Zur Tischlerbrücke. Die noch vorhandene, zum Teil historische Bausubstanz, so insbesondere die Ulrichskirche, die Heilig-Geist-Kirche, aber auch weitere Gebäude wie die Warthe 3, wurde dafür abgerissen. Weitere ehemals im Gebiet bestehende historische Bauten waren das Hotel Magdeburger Hof, das Innungshaus der Gewandschneider, die Magdeburger Börse, sowie die Häuser Ulrichsbogen, Zu den drei Kleeblättern, Zum freundlichen Gesicht, Zum goldenen Greif, Zum güldenen Hammer, Zum güldenen Kreuz und Zur goldenen Krone.

### Bebauung als Zentraler Platz ab 1953
Der nordöstliche Bereich des Baugebiets, südlich des Markts wurde nach der Enttrümmerung um einen Meter vertieft und planierte. Die Freifläche erhielt eine Schüttung mit Ziegelsplitt und wurde im Volksmund „Roter Platz“ genannt. Er sollte für Massenkundgebungen genutzt werden. Schachtungen fanden bereits im Winter 1952/1953 statt. Aufgrund des hartgefrorenen Bodens mussten zum Teil Bodensprengungen vorgenommen werden. Die Baustelle hatte durchaus Probleme. Noch während bereits erfolgender Ausschachtungen wurden Baupläne mehrfach geändert, es erfolgten auch Arbeiten ohne Pläne. Die Grundsteinlegung erfolgte am 10. Mai 1953 im Beisein von Walter Ulbricht. Andere Angaben nennen den 11. Mai 1953.
Von 1953 bis 1957 entstanden monumentale Wohn- und Geschäftshäuser, die um einen großen zentralen Platz gruppiert wurden. Architekt Johannes Kramer ließ sechs- bis achteinhalbgeschossige Gebäude im Stil des sozialistischen Klassizismus errichten. Architektonisch orientiert sich das Ensemble an städtebaulichen Vorstellungen der Sowjetunion in der Zeit des Stalinismus. Typisch für solche Bauten sind sie von der bewussten Ablehnung der modernen funktionalen Formensprache geprägt. Die verputzten Ziegelbauten verfügen über eine Gliederung aus Werkstein. Es bestehen mehrere Kopfbauten, die sich fast turmartig über die übrige Bebauung erheben. Bedeckt sind die Gebäude von Flachdächern. 
Der Bau an der Nordostecke der Kreuzung Breiter Weg/Ernst-Reuter-Allee (Stadt Prag) erhielt ein hohes Erdgeschoss, über dem sich ein Mezzaningeschoss befindet, dem zum Teil ein Balkon vorgelagert ist. Darüber sind drei- bis fünf Wohngeschosse angeordnet. Den oberen Abschluss bildet eine Balustrade sowie Obelisken und Akroterien als Verzierungen.
Der von den Gebäuden eingerahmte zentrale Platz wurde in Form eines Parks gestaltet. Als prägendes Element entstand ein großer Springbrunnen. Der Platz erreichte eine Breite von bis zu etwa 180 Metern bei einer Länge von etwa 500 Metern.
Das Gesamtensemble wurde letztlich nicht fertiggestellt. Insbesondere wurde ein am Ostende am Ufer der Elbe vorgesehener Hochhausbau ("Hochhaus des Schwermaschinenbaus") nicht umgesetzt, der als östlicher Abschluss und dominierendes Element in Art eines Wolkenkratzers geplant war. Trotz der nur teilweisen Vollendung des Projekts, war das Ensemble nach der Ost-Berliner Stalinallee das aufwändigste städtebauliche Projekt der DDR in der näheren Nachkriegszeit. Die in West-Ost-Richtung durch den Denkmalbereich führende Ernst-Reuter-Allee trug in der Zeit der DDR den Namen Wilhelm-Pieck-Allee, der in Nord-Süd-Richtung kreuzende Breite Weg war als Karl-Marx-Straße benannt.
Eine auf der Nordseite gebliebene Lücke wurde 1967 durch den Blauen Bock in moderner Architekturform geschlossen. Am 13. März 1969 rettete der sowjetische Soldat Igor Alexejewitsch Belikow ein aus dem fünften Stock des damaligen Haus Wilhelm-Pieck-Allee 24 stürzendes Kind, in dem er es mit seinem Mantel auffing. Das südlich gegenüber dem Haus aufgestellte Denkmal Die Rettungstat des Hauptmann Igor Belikow erinnert hieran.
Nach der friedlichen Revolution in der DDR von 1989 wurde der mittlere und östliche Teil des Innenraums des Platzes mit dem Ulrichshaus und dem Allee-Center neu bebaut.
Im Denkmalverzeichnis des Landes Sachsen-Anhalt ist das Stadtviertel unter der Erfassungsnummer 094 17409 als Denkmalbereich verzeichnet.